# What If (Dixie Dregs)
| Recensione                          | Giudizio |
| ----------------------------------- | -------- |
| All Music                           |          |
| The Rolling Stone Jazz Record Guide |          |

What If è il terzo album in studio del gruppo musicale statunitense, Dixie Dregs pubblicato nel 1978 dalla Capricorn Records.

## Singoli
L'unico singolo che è stato distribuito per il commercio è stato Take It Off The Top pubblicato nel 1978. Tale brano veniva usato spesso nel The Friday Rock Show come sigla principale dello show.

## Accoglienza
L'album ha ricevuto dalla critica recensioni più che positive: Daniel Gioffre di All Music ha assegnato a What If un voto totale di quattro stelle e mezzo su un totale di cinque, invece nel libro di recensioni professionali, The Rolling Stone Jazz Record Guide, John Swenson assegnò nel 1985 un totale di tre stelle su cinque.

## Nella cultura di massa
Il 2 giugno 2009 il gruppo progressive metal Dream Theater ha pubblicato come singolo una reinterpretazione della canzone Odyssey, inserito in seguito nell'edizione speciale del loro decimo album in studio Black Clouds & Silver Linings.

## Tracce
Musiche di Steve Morse eccetto dove indicato.
7"
- Lato A

1. Take It Off The Top – 4:06
2. Odyssey – 7:37
3. What If – 5:03
4. Travel Tunes – 4:37 (musica: Andy West)

- Lato B

1. Ice Cakes – 4:38 (musica: Rod Morgenstein)
2. Little Kids – 2:03
3. Gina Lola Breakdown – 4:01 (musica: Twiggs Lyndon)
4. Night Meets Light – 8:15

LP, download digitale
1. Take It Off The Top – 4:06
2. Odyssey – 7:37
3. What If – 5:03
4. Travel Tunes – 4:37 (musica: Andy West)
5. Ice Cakes – 4:38 (musica: Rod Morgenstein)
6. Little Kids – 2:03
7. Gina Lola Breakdown – 4:01 (musica: Twiggs Lyndon)
8. Night Meets Light – 8:15

## Formazione
Gruppo
- Steve Morse – chitarra, banjo
- Mark Parrish – tastiere
- Allen Sloan – violino, viola
- Andy West – basso
- Rod Morgenstein – batteria

Produzione
- Ken Scott – produzione
- Tori Hammond – co-produzione
- Brian Leshon, Chris Gregg, Gary Coppola – assistenza ingegneria
- SR/2 – mastering

## Classifiche

### Classifiche settimanali
| Classifica (1978) | Posizione massima |
| ----------------- | ----------------- |
| Stati Uniti       | 182               |
| Stati Uniti       | 102               |